# Ерик Пајтон ИДЕ
Ерик је бесплатно интегрисано развојно окружење за Пајтон и Руби програмске језике. Неко време је Ерик4 био варијанта за Пајтон 2 и Ерик5 је био варијанта Пајтона 3, али од кад је представљен Екрик6, обе варијанте Пајтона су замењене једном варијантом.
По дизајну, понаша се као фронт енд у неколико програма, као на пример QScintilla уређивачки додатак, Пајтон преводилац, Rope за рефакторирање кода, Пајтон Профајлер за профилисање кода. Било која функционалност која није потребна не мора да буде инсталирана. Написан је помоћу PyQt Пајтон вез за Qt ГУИ алате. Он је проширив преко плагин механизама. Ерик плагин складиште обезбеђује различите врсте екстензија и доступна унутар ИРО.
Главне карактеристике су менаџер пројекта, уредник са истицањем синтаксе, дебагер, профилисање, покретање пајтон кода са подршком за параметре командне линије, тестирање јединица, дизајн корисничког интерфејса, конзола за излаз програма и менаџер зататака.
Неколико алузија су направљене на британску групу комичара Монти Пајтон, по којој је и назван програмски језик Пајтон. Ерик алудира на Ерика Ајдла, члана групе, и IDLE (Пајтон), стандардни Пајтон ИРО испоручиван са већином дистрибуција .

## Дебагер
Ерик садржи интегрисани графички дебагер које подржава интерактивно сондирања док је суспендован и ауто заустављање за изузетке.